# Jüdischer Friedhof (Mirovice)
Koordinaten: 49° 31′ 26,5″ N, 14° 1′ 54″ O

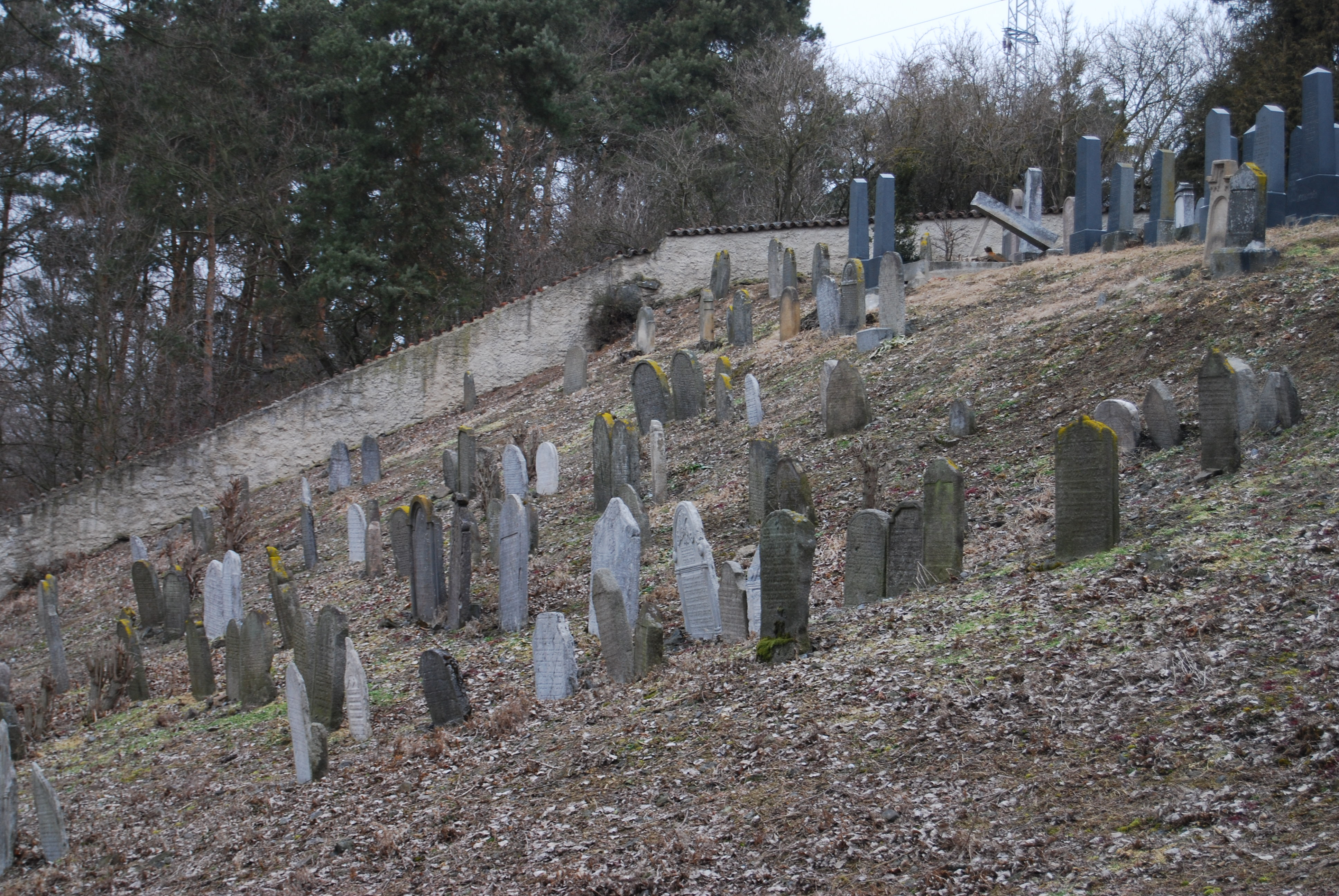
Jüdischer Friedhof in Mirovice

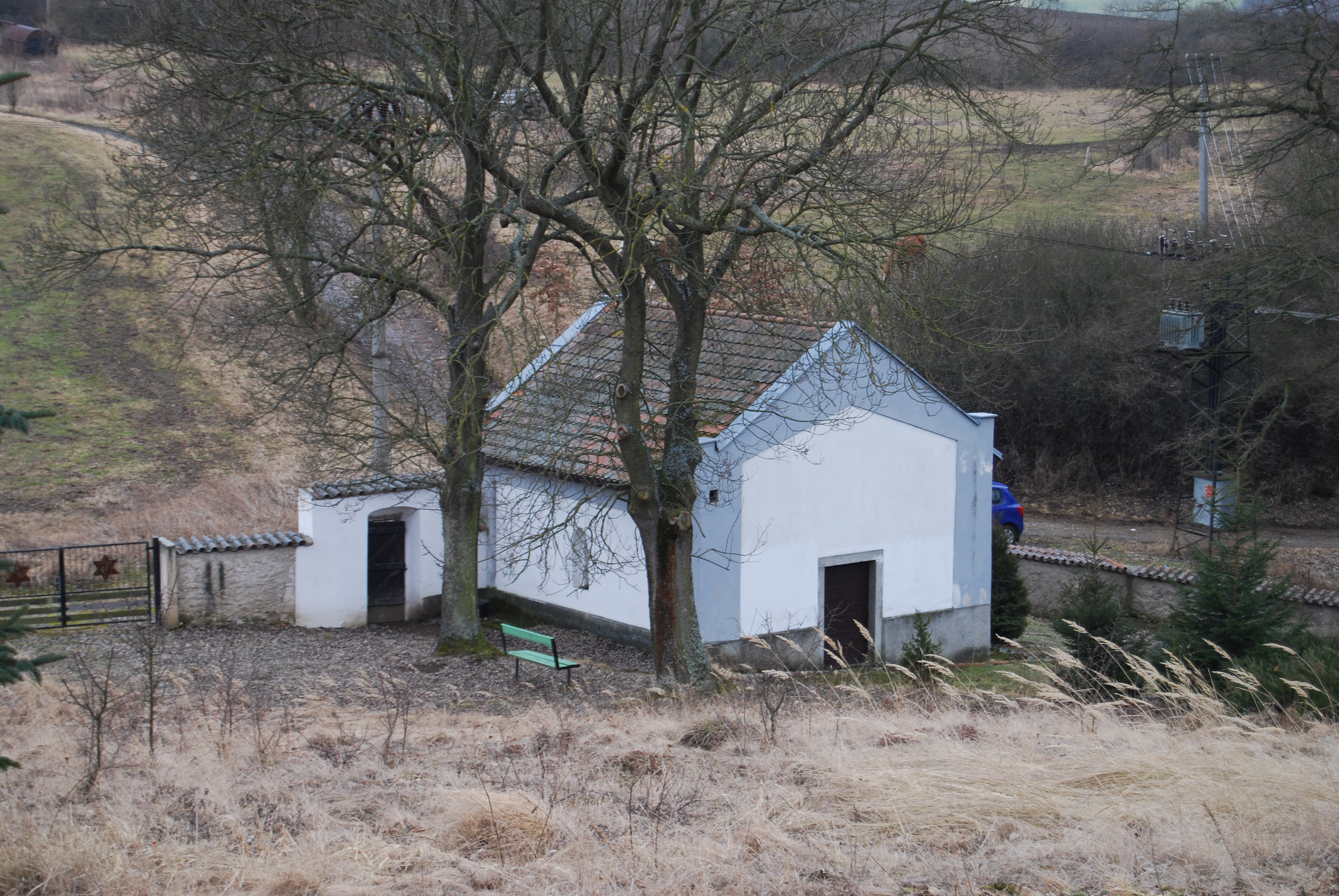
Taharahaus

Der Jüdische Friedhof in Mirovice (deutsch Mirowitz), einer Stadt im tschechischen Okres Písek der Region Jihočeský kraj (Südböhmen), wurde 1680 angelegt. Der jüdische Friedhof nördlich des Ortes ist seit 1988 ein geschütztes Kulturdenkmal.
Auf dem von einer Bruchsteinmauer umgebenen Friedhof befinden sich heute noch viele Grabsteine. 
Das Taharahaus neben dem Eingang wurde vor 2012 renoviert.